# Time.h
time.h està relacionat amb format de l'hora i data és un fitxer de capçalera de la biblioteca estàndard del llenguatge de programació C que conté funcions per manipular i formatejar la data i hora del sistema.

## Funcions
| Nom                                               | Descripció |
| ------------------------------------------------- | --- |
| char * asctime(struct tm *)                       | Rep una variable de tipus punter a estructura tm (struct tm*) i retorna una cadena de caràcters amb format: "Www Mmm dd hh:mm:ss yyyy\n" (ex: Tue May 15 19:07:04 2008\n)                                    |
| clock_t clock (void)                              | Retorna el nombre de pulsaments de rellotge des que s'inicià el procés |
| char * ctime(time_t *)                            | Rep una variable de tipus punter a time_t (time t*) i retorna una cadena amb el mateix format que asctime()                                                                                                  |
| double difftime(time_t, time_t)                   | Rep dues variables de tipus time_t, calcula la diferència i retorna el resultat (double) expressat en segons.                                                                                                |
| struct tm *gmtime(time_t *)                       | Rep un punter a una variable de temps (time_t*) i retorna la seva conversió com data/hora UTC a struct tm a través d'un punter.                                                                              |
| struct tm *localtime(time_t *)                    | Similar funcionalitat a gmtime(), però retorna la conversió com data/hora LOCAL. |
| time_t mktime(struct_tm *)                        | Inversamente a gmtime() i localtime(),l reep un punter a struct tm (struct tm*) i retorna la conversió al tipus time t.                                                                                      |
| time_t time(time_t *)                             | Retorna la data/hora (time_t) actual o -1 en cas de no ser possible. Si l'argument que se li passa no és NULL, també assigna la data/hora actual a aquest argument.                                          |
| size_t strftime(char *,size_t,char *,struct tm *) | Formateja la informació donada mitjançant l'estructura (struct tm*) amb el format indicat en una cadena (char*) i imprimeix el resultat sobre un altre cadena (char*) fins a un límit de caràcters (size_t). |

## Constants
| Nom            | Descripció                                                                                      |
| -------------- | ----------------------------------------------------------------------------------------------- |
| CLK_PER_SEC    | Constant que defineix el nombre de pulsaments de rellotge per segon; usat per la funció clock() |
| CLOCKS_PER_SEC | nom alternatiu per CLK_PER_SEC usat en algunes biblioteques                                     |
| CLK_TCK        | usualment una macro per CLK_PER_SEC                                                             |

## Tipus de dades
| Nom       | Descripció                                                  |
| --------- | ----------------------------------------------------------- |
| clock_t   | tipus de dada retornat per clock(), generalment un long int |
| time t    | tipus de dada retornat per time(), generalment un long int  |
| struct tm | representació del temps en format de calendari (data/hora)  |

### Data (dia/hora) del calendari
La data del calendari es representa com l'estructura struct tm, que consta dels següents atributs:
| Atribut      | Descripció                              |
| ------------ | --------------------------------------- |
| int tm_hour  | hora (0 - 23)                           |
| int tm_isdst | Horari d'estiu enabled/disabled         |
| int tm_mday  | dia del mes (1 - 31)                    |
| int tm_min   | minuts (0 - 59)                         |
| int tm_mon   | mes (0 - 11, 0 = Gener)                 |
| int tm_sec   | segons (0 - 60)                         |
| int tm_wday  | dia de la setmana (0 - 6, 0 = diumenge) |
| int tm_yday  | dia del any (0 - 365)                   |
| int tm_year  | any des del 1900                        |